# Kamunalnik Mohylew
Kamunalnik Mohylew – białoruski klub siatkarski z Mohylewa. Założony został w styczniu 2015 roku w wyniku połączenia męskiego klubu MWK z kobiecym klubem Kamunalnik.
Przed fuzją klub z Mohylewa zdobył dwa razy mistrzostwo Białorusi oraz dwa razy Puchar Białorusi.
Swoje mecze rozgrywa w kompleksie sportowym "Olimpijec".

## Historia
W rejonie mohylewskim siatkówka pojawiła się na początku lat 30. XX wieku. W 1933 roku w zakładzie im. Kujbyszewa powstała pierwsza męska drużyna. W latach 40.-50. męska drużyna z Mohylewa zaczęła brać udział w mistrzostwach Białoruskiej SRR.
W latach 60.-80. męska drużyna siatkarska nosiła nazwę Strommaszyna (Строммашына). Wielokrotnie zdobyła ona Puchar Białoruskiej SRR.
Na początku lat 90. zarejestrowany został nowy klub pod nazwą Pramień (Прамень). W latach 1990–1997 występował on w mistrzostwach Białorusi. Najwyższe, 5. miejsce, zajął w sezonie 1996/1997.
W 1997 roku Pramień przekształcił się w klub pod nazwą Technopribor. W kolejnych sezonach klub ten występował pod różnymi nazwami:
- 2001/2002–2002/2003 – Technopribor (Техноприбор),
- 2003/2004–2006/2007 – Technopribor-Bieła (Техноприбор-Бела),
- 2007/2008–2009/2010 – Mietałłurg-Bieła (Металлург-Бела),
- 2010/2011–2012/2013 – Mohylewskie Lwy (Могилевские львы).

W tym okresie klub z Mohylewa dwukrotnie zdobywał mistrzostwo Białorusi (2005/2006, 2006/2007), dwukrotnie zostawał wicemistrzem kraju (2007/2008, 2008/2009) i raz zdobył brązowy medal (2002/2003). W latach 2005 i 2006 sięgał także po Puchar Białorusi.
W 2013 roku zarząd klubu postanowił przywrócić historyczną nazwę Pramień, pod którą występował przez jeden sezon (2013/2014), następnie przyjął nazwę MWK (МВК – biał. Магілёўскі валейбольны клуб, Mahilouski walejbolny kłub / ros. Могилевский волейбольный клуб, Mogilewskij wolejbolnyj kłub). Ze względu na niezadowalające wyniki sportowe w sezonie 2014/2015 klub startował w drugiej klasie rozgrywkowej, jednak w sezonie 2015/2016 powrócił do najwyższej ligi.
W styczniu 2015 roku decyzją władz miasta Mohylew powołano do życia siatkarski klub Kamunalnik Mohylew (biał. Камунальнік Магілёў, Kamunalnik Mahilou / ros. Коммунальник Могилев, Kommunalnik Mogilew), łączący męski klub MWK oraz kobiecy klub Kommunalnik. Od tego momentu rozpoczęła się reorganizacja klubu. W latach 2015–2017 męski zespół wciąż występował pod nazwą MWK, w sezonie 2017/2018 jako WK Mohylew (biał. Валейбольны клуб Магілёў, Walejbolny kłub Mahilou / ros. Волейбольный клуб Могилев, Wolejbolnyj kłub Mogilew), a od sezonu 2018/2019 jako Kamunalnik Mohylew.

## Udział w europejskich pucharach
| Sezon     | Rozgrywki        | Osiągnięcie            |
| --------- | ---------------- | ---------------------- |
| 2002/2003 | Puchar CEV       | I faza kwalifikacyjna  |
| 2004/2005 | Puchar Top Teams | faza kwalifikacyjna    |
| 2004/2005 | Puchar CEV       | II faza kwalifikacyjna |
| 2006/2007 | Puchar Top Teams | faza kwalifikacyjna    |
| 2007/2008 | Puchar Challenge | 1/16 finału            |
| 2007/2008 | Puchar Challenge | 1/16 finału            |
| 2008/2009 | Puchar Challenge | I runda                |
| 2009/2010 | Puchar Challenge | II runda               |

## Osiągnięcia
- Mistrzostwa Białorusi
  -  1. miejsce (2x): 2006, 2007
  -  2. miejsce (2x): 2008, 2009
  -  3. miejsce (1x): 2003
- Puchar Białorusi
  -  1. miejsce (2x): 2005, 2006